# وایمانالو (هاوایی)
وایمانالو (به انگلیسی: Waimānalo) یک منطقهٔ مسکونی در ایالات متحده آمریکا است که در شهرستان هونولولو، هاوایی واقع شده‌است. وایمانالو ۱۱٫۳ کیلومتر مربع مساحت و ۵٬۴۵۱ نفر جمعیت دارد و ۹٫۱۴ متر بالاتر از سطح دریا واقع شده‌است.